# Macrocoma aladina
Macrocoma aladina é uma espécie de escaravelho de folha de Arábia Saudita, descrito por Daccordi & Medvedev em 1996.